# Freejack
Freejack es una película de ciencia ficción y acción de 1992, dirigida por Geoff Murphy y protagonizada por Emilio Estévez, Mick Jagger, Rene Russo y Anthony Hopkins. 
Tras su estreno en los Estados Unidos, la mayoría de las críticas fueron negativas. La historia es una adaptación de Inmortalidad, Inc., una novela de 1959 escrita por Robert Sheckley. Aparte de los elementos más básicos —el viaje de un hombre moderno a un futuro donde todo está a la venta, y la presencia de "controlador espiritual" en el que están suspendidas las almas—, la trama ciberpunk de la película poco se parece en tono y contenido a la historia de Sheckley, donde el descubrimiento de la prueba científica de que hay vida después de la muerte altera el punto de vista de la sociedad acerca de la santidad de la vida.

## Argumento
En el año 2009, los supermillonarios consiguen la inmortalidad contratando a los llamados "bonejackers", unos mercenarios que se sirven de la tecnología para viajar en el tiempo y abducir personas desde el pasado segundos antes de su momento de muerte; ya que este proceso produce muerte cerebral, los cuerpos son entonces tomados por los ricos para prolongar sus vidas transfiriendo sus mentes a ellos. A quienes sobreviven a la abducción y logran escapar de los bonejackers se los conoce como "freejacks" y la ley los considera menos que humanos. En este futuro distópico, la mayoría de las personas sufren de mala salud física como resultado del abuso de las drogas y la contaminación ambiental, lo que las hace poco atractivas como cuerpos de reemplazo.
Alex Furlong es un corredor de coches profesional que en 1991 murió de forma espectacular en un accidente presenciado por su prometida Julie Redlund y su agente Brad, siendo abducido del automóvil por una máquina del tiempo y transportado al Bronx del siglo XXI. Los captores de Furlong, liderados por el mercenario Victor Vacendak, son emboscados y Furlong, quien resistió el transporte sin sufrir secuelas, logra escapar. 
Sin tener idea de lo que está pasando, Furlong intenta encontrar a Julie: pero ella ya no vive en la misma dirección que en 1991, así que se refugia en una iglesia donde una simpática (y bien armada) monja le explica lo que le ha pasado además de proporcionarle ropa, comida y una pistola.
Furlong encuentra a su antiguo agente Brad, pero este enseguida lo delata, y es asesinado en el proceso. Entonces encuentra a Julie, pero ella llama a seguridad, creyendo que es «el bastardo que robó el cuerpo de Furlong». Cuando aparece Vacendak, Julie se da cuenta de que Furlong es de hecho "su Furlong". Intenta conseguir su huida a través de Morgan, quien ayuda a huir a los freejacks, pero la recompensa por su captura es demasiado alta. Después acude a Ian McCandless (Anthony Hopkins) para pedirle ayuda para que Furlong huya de la ciudad, y este promete ayudarla. Pero todo es una trampa: Vacendak y sus hombres intentan volver a capturar a Furlong, pero este logra derrotar a los mercenarios y controlar a Vacendak a punta de pistola. Furlong exige que le digan quién quiere su cuerpo, por lo que Vacendak confiesa que se trata de McCandless. Como Furlong le salvó la vida, Vacendak le da una posibilidad de correr y Julie roba un vehículo blindado utilizado por los bonejackers.
Furlong y Julie logran eludir a los guardias de seguridad de Vacendak y a la fuerza policial de McCandless, pero se dan cuentan de que también tienen que vérselas con los guardias privados del director ejecutivo de McCandless, Mr. Michelette, quien quiere hacerse con el puesto de McCandless y es también responsable de la emboscada que le permitió a Furlong huir al principio.
Entonces Furlong pretende que Julie sea su rehén y negocia con Michelette, esperando que no sepan sobre su relación pasada con Julie, pero Michelette se da cuenta. Furlong y Julie logran salir, esperando huir por el lobby, pero son frustrados por un tiroteo entre los guardias de seguridad y los mercenarios.
Suben en el ascensor hasta el penthouse, donde la mente de McCandless está almacenada. Un holograma de McCandless les explica qué quiere el cuerpo de Furlong ya que está enamorado de Julie. Disculpándose, ofrece dejar a Furlong a cargo de "la compañía" pretendiendo que se logró el cambio de mentes y ahora es McCandless, para ello pide como enmienda a sus actos que Furlong ingrese a la computadora la clave que borrará su consciencia y le permitirá morir definitivamente, cosa a la que el joven accede, sin embargo, la computadora no concreta el borrado. 
Vacendak llega y somete a Furlong y Julie; McCandless revela que le dio un código falso ya que solo estaba ganando tiempo hasta que los bonejackers llegaran. Furlong es obligado a entrar en la máquina de transferencia. Justo cuando el proceso de transferencia empieza, Michelette entra tropezando, heridos por luchar con los soldados de Vacendak. En la confusión, Julie toma la pistola de un soldado y dispara contra el procesador de la computadora que realiza la transferencia. Los resultados de transferencia se muestran como inconclusos, por lo que nadie sabe si McCandless controla el cuerpo de Furlong. Los científicos de McCandless no pueden determinarlo y concluyen que McCandless debe identificarse, Michelette concuerda y revela que McCandless es el único que conoce su propio código de identificación, uno que Alex desconocería. Vacendak recibe una computadora que muestra el código de McCandless y le ordena recitarlo.
Alex responde diciendo el código lentamente y Vacendak le pide que continúe. Michelette concluye que la transferencia se ha completado e intenta matar a Furlong, pero Vacendak y sus hombres le disparan. Furlong remarca lo bien que se siente en su "nuevo" cuerpo y luego le ordena a Julie vestirse más apropiadamente y la obliga a acompañarlo.
Mientras se retiran de las instalaciones son nuevamente interceptados por Vacendak, quien llama la atención de Furlong por no ser cuidadoso ya que McCandless no sabía conducir. Ante la sorpresa de Julie Vacendak reconoce que Furlong solo dijo números al azar y él decidió seguirle el juego. Vacendak le dice a Julie: «Tendrás que entrenarlo mejor», tras lo cual se despide mientras Furlong y Julie se alejan.

## Reparto
| Actor                      | Personaje       |
| -------------------------- | --------------- |
| Emilio Estévez             | Alex Furlong    |
| Mick Jagger                | Victor Vacendak |
| Rene Russo                 | Julie Redlund   |
| Anthony Hopkins            | Ian McCandless  |
| Jonathan Banks             | Mark Michelette |
| Grand L. BushGrand L. Bush | Boone           |
| David Johansen             | Brad            |
| Amanda Plummer             | Monja           |
| John Shea                  | Morgan          |

## Producción
El papel de Julie Redlund originalmente iba a ser interpretado por Linda Fiorentino, pero dejó la producción por problemas de horario y Rene Russo fue contratada para reemplazarla.

## Estrenos mundiales
| País                                                                          | Fecha de estreno              |
| ----------------------------------------------------------------------------- | ----------------------------- |
| Alemania                                                                      | Jueves 30 de abril de 1992    |
| Argentina                                                                     | Jueves 14 de mayo de 1992     |
| Australia                                                                     | Jueves 20 de febrero de 1992  |
| Austria                                                                       | Viernes 1 de mayo de 1992     |
| Bélgica                                                                       | Miércoles 15 de abril de 1992 |
| Belice · Costa Rica · El Salvador · Guatemala · Honduras · Nicaragua · Panamá | Viernes 15 de mayo de 1992    |
| Bolivia                                                                       | Jueves 11 de junio de 1992    |
| Brasil                                                                        | Viernes 8 de mayo de 1992     |
| Chile                                                                         | Viernes 12 de junio de 1992   |
| Colombia                                                                      | Jueves 14 de mayo de 1992     |
| Corea del Sur                                                                 | Sábado 13 de junio de 1992    |
| Dinamarca                                                                     | Viernes 8 de mayo de 1992     |
| Egipto                                                                        | Lunes 31 de agosto de 1992    |
| España                                                                        | Viernes 14 de febrero de 1992 |
| Estados Unidos · Canadá                                                       | Viernes 17 de enero de 1992   |
| Filipinas                                                                     | Miércoles 13 de mayo de 1992  |
| Finlandia                                                                     | Viernes 29 de mayo de 1992    |
| Francia                                                                       | Miércoles 20 de mayo de 1992  |

| País                         | Fecha de estreno                |
| ---------------------------- | ------------------------------- |
| Grecia                       | Viernes 22 de mayo de 1992      |
| Hong Kong                    | Jueves 18 de junio de 1992      |
| Hungría                      | Jueves 2 de julio de 1992       |
| India                        | Viernes 11 de diciembre de 1992 |
| Indonesia                    | Jueves 25 de junio de 1992      |
| Israel                       | Viernes 13 de marzo de 1992     |
| Italia                       | Jueves 23 de abril de 1992      |
| Japón                        | Sábado 11 de abril de 1992      |
| Malasia                      | Jueves 16 de abril de 1992      |
| México                       | Viernes 15 de mayo de 1992      |
| Noruega                      | Jueves 14 de mayo de 1992       |
| Nueva Zelanda                | Viernes 17 de abril de 1992     |
| Países Bajos                 | Jueves 14 de mayo de 1992       |
| Perú                         | Jueves 4 de junio de 1992       |
| Portugal                     | Viernes 10 de abril de 1992     |
| Puerto Rico                  | Jueves 5 de marzo de 1992       |
| Reino Unido Irlanda          | Viernes 27 de marzo de 1992     |
| República Checa · Eslovaquia | Jueves 17 de septiembre de 1992 |
| Singapur                     | Jueves 30 de abril de 1992      |
| Sudáfrica                    | Viernes 24 de abril de 1992     |
| Suecia                       | Viernes 3 de abril de 1992      |
| Suiza                        | Jueves 30 de abril de 1992      |
| Tailandia                    | Sábado 2 de mayo de 1992        |
| Taiwán                       | Sábado 16 de mayo de 1992       |
| Turquía                      | Viernes 12 de junio de 1992     |
| Uruguay                      | Viernes 22 de mayo de 1992      |
| Venezuela                    | Miércoles 20 de mayo de 1992    |

## Recepción
La película tuvo una acogida crítica negativa y actualmente mantiene un índice del 15% en Rotten Tomatoes basado en 15 revisiones.

## Lanzamiento en video casero
Freejack se lanzó en VHS en 1992, y luego en DVD en 2002.